# Stenoplax alata
Stenoplax alata is een keverslak uit de familie pantserkeverslakken (Ischnochitonidae). De wetenschappelijke naam van de soort werd in 1841 als Chiton alatus gepubliceerd door George Brettingham Sowerby II.
Stenoplax alata wordt 75 millimeter lang en is slank, langwerpig-ovaal van vorm, met een brede zoom. De schelpstukken zijn plat en niet geknikt. Het staartstuk is relatief groot, met uitstekende mucro. De schelpstukken vertonen smalle, korrelige radiaalgroeven. De zoom is bedekt met fijne stekels en korrels.
De dieren leven in het littoraal en het sublittoraal, onder stenen.
Deze soort komt voor in de Indo-Pacifische regio en in de Japanse regio.